# Thierry Gaubert
Pour les articles homonymes, voir Gaubert.
Le texte peut changer fréquemment, n’est peut-être pas à jour et peut manquer de recul. 
Le titre et la description de l'acte concerné reposent sur la qualification juridique retenue lors de la rédaction de l'article et peuvent évoluer en même temps que celle-ci.
Thierry Gaubert, né Goldenberg le 14 mai 1951 dans le 16e arrondissement de Paris, est un homme d'affaires français. Ami de Nicolas Sarkozy, il fut son collaborateur à la mairie de Neuilly-sur-Seine puis au ministère du Budget dans les années 1990. 
Reconnu plusieurs fois comme délinquant par la justice française, il a été condamné à plusieurs peines de prison et peines financières. Il est depuis janvier 2020 mis en examen avec Nicolas Sarkozy, Claude Guéant et Brice Hortefeux pour « association de malfaiteurs » dans le cadre de l'affaire Sarkozy-Kadhafi.
Dans une affaire d'escroquerie dans l'utilisation du 1 % logement, il est condamné à dix mois de prison avec sursis. Dans le volet financier de l'affaire Karachi, il est condamné en juin 2020 à quatre années de prison dont deux fermes. Mis en cause dans une affaire de fraude fiscale et de blanchiment de fraude fiscale, il est condamné en appel à 18 mois d'emprisonnement et 300 000 euros d'amende.

## Éléments personnels
Thierry Gaubert est le fils de Myriam Perelman et d'Armand Goldenberg, dentiste juif de Roumanie qui serait venu en France pour fuir les persécutions antisémites, obtint le bénéfice d'un changement de nom pour lui et ses deux fils en 1953 (voir Journal Officiel, changements de noms en 1953). Son frère Patrick Gaubert a été le dernier président du Haut Conseil à l'intégration (HCI).
Il est titulaire d'une maîtrise de sciences économiques et d’un Certified International Investment Analyst de la Société française des analystes financiers. Divorcé sans enfants de Diane Barrière, l’héritière du groupe Barrière, il s'est remarié en 1988 avec Hélène Karageorgevitch, dite princesse Hélène de Yougoslavie (du nom du défunt royaume de Yougoslavie), fille du prince Alexandre de Yougoslavie et de la princesse Maria-Pia de Savoie et sœur de Michel de Yougoslavie. Thierry et Hélène Gaubert ont eu trois enfants et ont divorcé en 2013. Ils avaient été mariés le 12 janvier 1988 par Nicolas Sarkozy, dont Thierry Gaubert fut un proche, occupant auprès de lui les fonctions de secrétaire général de la mairie de Neuilly-sur-Seine puis de conseiller au ministère du Budget au milieu des années 1990. Thierry Gaubert figure également dans la liste des invités au 40e anniversaire de Nicolas Sarkozy, futur président de la République.

## Parcours professionnel
En 1983, Thierry Gaubert est secrétaire général de l’association Neuilly Communication. Chargé du journal municipal de Neuilly par Nicolas Sarkozy lors de son élection en 1983, il devient secrétaire général de la mairie en 1984,. La même année, il devient président du comité interprofessionnel du logement social.
Le 23 juillet 1994, il est nommé chef de cabinet adjoint au ministère du Budget puis reprend son poste à la mairie de Neuilly à la suite de la défaite électorale d’Édouard Balladur en 1995. En 1999, il est remplacé à la présidence du CIL l’Habitation française (Suresnes) par Thierry Tron Lozai. En 2002, Jean-François Copé, secrétaire d'État aux Relations avec le Parlement fait aussi appel à ses services. 
En 1995, il devient vice-président de Foncier Habitat, filiale du Crédit Foncier, qui est racheté par le groupe Caisse d'épargne en 1999. En 1998, il devient directeur du développement puis vice-président de Perexia, filiale des Caisses d’Épargne. En 2004, il est nommé directeur de cabinet de Charles Milhaud, président des Caisses d’Épargne. En 2008, il devient directeur délégué auprès du secrétariat général de la Caisse Nationale des Caisses d’Épargne, puis directeur des affaires publiques de BPCE et conseiller de son président François Pérol . Il est écarté par son employeur en octobre 2011 après sa mise en examen dans l'Affaire Karachi qui lui vaudra d'être condamné à de la prison ferme.

## Affaires

### Affaire d'escroquerie du 1% logement
Thierry Gaubert est mis en examen, par le juge d’instruction de Nanterre, Richard Pallain, pour abus de biens sociaux et escroquerie dans le cadre de l’utilisation des fonds du 1 % logement des Hauts-de-Seine dans les années 1980-1990. Il aurait notamment utilisé le Comité interprofessionnel du logement (CIL) Habitation française, qu’il dirigeait, pour investir dans des programmes profitant à des sociétés civiles immobilières (SCI) ou des sociétés d’économie mixte (SEM) dans lesquelles il avait des parts ou des intérêts,. Un rapport de l’Inspection générale des finances le soupçonne « d’enrichissement personnel » et estime qu’il menait « un train de vie excessif, non dénué d’aspects somptuaires, sans rapport ni avec la taille ni avec la finalité non lucrative » de la filiale du CIL qu’il dirigeait. Il était associé au promoteur immobilier Philippe Smadja.
Il est condamné, le 3 mai 2012, à 10 mois de prison avec sursis et à 10 000 euros d'amende par le tribunal correctionnel de Nanterre
La justice l'a reconnu coupable d'abus de confiance et d'abus de biens sociaux.

### Affaire Karachi
Le 21 septembre 2011, Thierry Gaubert est placé en garde à vue par le juge Renaud Van Ruymbeke, dans le cadre de l'enquête sur l’affaire Karachi, à la suite des déclarations de sa femme, la princesse Hélène de Yougoslavie affirmant que son mari aurait accompagné, en Suisse, Ziad Takieddine pour « aller chercher des valises “volumineuses de billets” », en 1994 et 1995 pour les remettre à Nicolas Bazire, à l’époque directeur de cabinet du Premier ministre Édouard Balladur. Sa femme fournit également un enregistrement audio d'une discussion avec son mari qui lui demande de mentir à la police au sujet de cette affaire. Au cours de cette garde à vue, Thierry Gaubert, laissé exceptionnellement en possession de son téléphone portable, est appelé par Brice Hortefeux, également l'un de ses amis, et doit l'informer qu'il est déjà en garde à vue. Il est mis en examen le 21 septembre 2011, pour recel d’abus de biens sociaux. Il est mis en examen pour « subornation de témoin » le 22 novembre 2011 et est renvoyé le 31 août 2016 devant le tribunal correctionnel.
Dans le cadre de cette instruction judiciaire, les enquêteurs découvrent l'existence – dissimulée au fisc français – d'une finca (propriété, maison de campagne) colombienne dénommée « Cactus » que Thierry Gaubert a fait construire en 2001 non loin de la petite ville de Nilo et dans laquelle il a notamment reçu Olivier Dassault, Alexandre de Juniac et Ziad Takieddine, ainsi que le président colombien Andrés Pastrana et son épouse. En novembre 2012, les juges d'instruction saisissent son appartement de Neuilly-sur-Seine acheté en 1997. Le procès se tient du 7 au 31 octobre 2019 au tribunal correctionnel de Paris.
Il est condamné, le 15 juin 2020, à quatre ans de prison dont deux avec sursis et 120 000 euros d'amende, pour recel d'abus de biens sociaux. Il a fait appel.
La justice l'a reconnu coupable d'avoir participé comme les 5 autres coaccusés à « une atteinte d'une exceptionnelle gravité à l'ordre public économique et en la confiance dans le fonctionnement de la vie publique» et à une « véritable entreprise de prédation ». Thierry Gaubert, a été, selon le tribunal, le « maillon indispensable entre MM. Bazire et Takieddine », qui « connaissait parfaitement l’origine des fonds ».

### Affaire de fraude fiscale et de blanchiment
Thierry Gaubert a comparu en décembre 2019 devant le tribunal correctionnel de Paris pour « fraude fiscale » et « blanchiment de fraude fiscale ». Il est soupçonné de n'avoir pas déclaré des revenus à l'administration fiscale française et de les avoir placés sur des comptes dans des paradis fiscaux, en particulier en Suisse aux Bahamas et en Colombie.
Il est condamné, le 24 juin 2020, à trois ans de prison ferme et 600 000 € d'amende par le tribunal de Paris.
La justice l'a reconnu coupable de fraude fiscale et blanchiment de fraude fiscale dans des paradis fiscaux pour un montant de 8,9 millions d'euros entre 1996 et 2016.
Son ex-épouse et mère de ses trois enfants, Hélène de Yougoslavie, a été condamnée, pour les mêmes dissimulations, à 18 mois de prison avec sursis et 50 000 € d'amende.
En février 2022, il est condamné en appel à 18 mois d'emprisonnement et 300 000 euros d'amende pour fraude fiscale et blanchiment, contre trois ans de prison et 600 000 euros d'amende en première instance.

### Affaire Sarkozy-Kadhafi
Dans l'Affaire Sarkozy-Kadhafi, selon une enquête publiée par Mediapart en décembre 2019, Thierry Gaubert aurait reçu, le 8 février 2006, sur un compte bancaire aux Bahamas, un virement de 440 000 euros de la société off-shore Rossfield Limited, propriété de Ziad Takieddine. L'argent est redirigé le lendemain, par Thierry Gaubert, vers un compte tiers non identifié. Toujours selon Mediapart, la société Rossfield avait été créditée, le 31 janvier, d'une somme de 3 millions d'euros en provenance du Trésor public libyen. Pour sa part, Thierry Gaubert déclare au journal que « Rossfield n’est pas du tout M. Takieddine », en ajoutant : « Ce n’est pas du tout ma version des choses. Je donnerai mes explications au tribunal »,. 
Placé en garde à vue dans cette affaire le 30 janvier 2020, il est mis en examen le 31 janvier pour association de malfaiteurs,,. Comme indiqué par le procureur national financier, il est jugé aux côtés de Nicolas Sarkozy et de onze autres personnes du 6 janvier 2025 au 10 avril 2025 devant la 32e chambre du tribunal correctionnel de Paris,.

## Fiction
Thierry Gaubert est, au titre de son implication présumée dans l'affaire Karachi, l'un des principaux protagonistes du troisième volet de la trilogie Bleu-Blanc-Rouge, l’a-démocratie « Le maniement des larmes », une pièce de théâtre écrite et interprétée par Nicolas Lambert.